# FK 라드니크 비옐리나
FK 라드니크 비옐리나(Fudbalski klub Radnik Bijeljina, ФК Радник Бијељина)는 비옐리나를 연고로 하는 보스니아 헤르체고비나의 축구 클럽이다. 현재는 보스니아 헤르체고비나 프리미어리그에 참가하고 있다.

## 성적
- 스릅스카 공화국 1부 리그 우승 3회 (1998-99, 2004-05, 2011-12)
- 보스니아 헤르체고비나컵 우승 1회 (2015-16)
- 스릅스카 공화국컵 우승 5회 (2009-10, 2012-13, 2013-14, 2015-16, 2016-17)

## 선수 명단

### 역대
- 사미르 메미세비치(2014 ~ 2016)
- 요비차 스토키치(2016)
- 네나드 스렉코비치(2016 ~ 2018, 2019)